# John Wesley (lelkész)
John Wesley (IPA: dʒɒn ˈwɛzli; magyarosan: Wesley János) ( 1703. június 17. – 1791. március 2.) anglikán lelkész, vándorprédikátor, akit öccsével, Charles-szal együtt elsősorban mint a metodista mozgalom megalapítójaként tartanak számon. A rendkívüli képességű igehirdető élete folyamán kb. 400 ezer kilométert tett meg lóháton  és több mint 40 ezer igehirdetést tartott, ezért kapta az „Isten lovasa” melléknevet. Egyik legismertebb mondása jól kifejezi missziós gondolkodását: „Parókiám az egész világ!”
A John Wesley és a magyarított Wesley János név egyaránt használatos Magyarországon.

## Kronológia
Életének (ill. testvére életének) kronológiája:
- 1703-ban megszületik
- 1707-ben megszületik az öccse, Charles Wesley
- 1714 Felveszik a londoni Charterhouse Iskolába
- 1720 Oxfordban kezd tanulni
- 1725 Diakónussá szentelik
- 1726 Az oxfordi Lincoln College munkatársává választják
- 1727 Segédlelkész lesz
- 1729 Visszatér Oxfordba, átveszi a Szent Klub vezetését
- 1735 Apja halála. John és Charles Georgiába indul
- 1737 Barátság Sophy Hopkey-val. John elmegy Amerikából
- 1738 „Megtérése” május 24-én
- 1739 Első szabadtéri prédikációja George Whitefield mintájára
- 1740 Szakít a Morva Testvérekkel (a kvietizmus túlzásai miatt).
- 1741 Először prédikál Dél-Walesben
- 1742 Először prédikál Észak-Angliában. Árvaházat és vasárnapi iskolát alapítanak
- 1744 Első metodista konferencia, az ország metodista körzetekre való felosztása
- 1746 Rendelőt alapít a szegények számára
- 1747 Először prédikál Írországban. Kiadja a Primitive Physic című művét.
- 1749 Barátsága Grace Murray-vel
- 1751 Feleségül veszi a Vazeille (Molly) nevű özvegyet. Először prédikál Skóciában.
- 1768 A metodista kápolna megnyitása New Yorkban. A Lady Huntington's College of Trevecca megalapítása.
- 1771 Francis Asbury, aki később „Amerika Wesley-je”-ként válik ismertté, áthajózik az Atlanti-óceánon Amerikába.
- 1778 A City Road Chapel megnyitása Londonban
- 1783 Hollandiába látogat
- 1784 Felszenteli Thomas Coke-t és másokat az Amerikában végzett munkára, ami végül akaratlanul is az anglikán egyházzal való szakításhoz vezet.
- 1787 Richard Allen megalapítja Philadelphiában az Afrikai Metodista Episzkopális Egyházat
- 1788 Meghal az öccse, Charles Wesley
- 1791 Az ő halála

## Élete

### Családi háttér
Apja: Samuel Wesley, lelkész (nonkonformista). Anyja: Susanna Wesley, lelkészcsaládból származik (disszenter). A család 19 gyermekéből ő volt a tizenötödik, az öccse, Charles pedig a család 18. gyermeke. A gyermekek közül csak kilenc élte túl a csecsemőkort.

### Tanulmányai
A londoni Charterhouse-ban végzett hat éves tanulmányai után 1720-ban belépett az Oxfordi Egyetembe, ahol 1724-ben végzett, és amelynek 1726-ban oktató tagja (fellow) is lett. 1725 őszén az oxfordi püspök szentelte fel diakónusnak. Ebben az évben fordult érdeklődése a biblikus szentség hétköznapi megélése felé, többek között olyan olvasmányok hatására, mint Kempis Tamás: Krisztus követése (valamint William Law: Keresztény tökéletesség, Jeremy Taylor: A megszentelt élet és halál szabályai). 1726–1728 között segédlelkészként szolgált apja mellett Epworth-ban.
1728 szeptemberében szentelték fel pappá.

### Az első metodisták (Szent Klub)
1729-ben visszatért Oxfordba, ahol egy kis – metodistának nevezett – csoport vezetője lett. 
A "Szent Klubnak" is csúfolt metodistákat még 1726-ban az öccse, Charles indította. A csoport tagjai a rendszeres és komoly életükről váltak ismertté. Komolyan vették tanulmányaikat, rendszeresen tartottak önvizsgálatot, heti két napot böjtöltek, rendszeresen úrvacsorát vettek. 1730-tól a csoport szociális szolgáltatásokkal egészítette ki tevékenységét, meglátogatták az oxfordi börtönfoglyokat, megtanították őket olvasni, kifizették adósságaikat, és megpróbáltak munkát találni számukra. Ezentúl a tevékenységüket a munkásházakra és a szegény emberekre is kiterjesztették, élelmiszereket, ruhákat, gyógyszereket és könyveket osztottak szét és iskolát vezettek.
1735-ben, amikor a Wesley fivérek elhagyták a "Szent Klubot", a csoport felbomlott.

### Észak-Amerika
Apja 1735 áprilisában bekövetkezett halála után rávették őket, hogy felügyeljék és vezessék az észak-amerikai gyarmatok lelki életét és az őslakosok (indiánok) megtéréséért dolgozzanak.
A két testvér, John és Charles 1735 őszén elhajózott Georgiába, hogy az indiánok között missziózzanak. Útjuk során találkozott a herrnhuti pietista lelkiséggel, amely a következő években nagy hatást gyakorolt rá (személyes üdvbizonyosság).
Wesley 1736 februárjában érkezett a kolóniára, és egy évig a paplakban élt. Elsődleges célja az amerikai őslakosok evangelizálása volt, de ezt a szolgálatát gyakran kudarcnak ítélik, összehasonlítva későbbi sikereivel az evangéliumi ébredésben, amikor áhítatos keresztények csoportját gyűjtötte maga köré.
Sietve elhagyta Georgiát, hogy megmeneküljön egy pertől, amelyet egy dühös férj indított ellene, felesége jellemének megsértése miatt. A fiatal Wesley 1737 végén elhagyta Amerikát és 1738 elején érkezett vissza Londonba.

### "Aldersgate-élmény"
Csaknem hároméves (1735–1737) amerikai missziói útjáról nyugtalan lelkiállapotban tért haza, úgy érezte, még mindig nem élte át az Istennel való megbékélést, a megtérést. Úgy találta, hogy bár elkötelezte magát Krisztus követése mellett, de elégedetlen volt lelkével, és alkalmatlannak érezte magát a prédikációra, különösen miután tanúja volt annak, ahogyan az amerikai morvák a hitüket hirdették.
Találkozott Nikolaus von Zinzendorf gróf egy tanítványával, Peter Böhlerrel, aki  akkor  érkezett  Németországból.  Hosszan  elbeszélgettek,  Wesley  elmondta  neki:  „ A   nagy  Isten  kezében  voltam, és  megláttam,  hogy  nincs  igazi  hitem,  pedig  csak  a  hit  visz  az üdvösségre".  Megkérdezte Böhlert, hogy  abbahagyja-e  a prédikálást, de azt  a  választ  kapta tőle,  hogy  csak  prédikálja  tovább  a  hitet,  mindaddig, amíg  neki  is  lesz  hite.   Ha  ez  az  idő  eljön,  akkor  meg  azért  prédikáljon,  mert  már  van  hite.  Ettől  kezdve  mindenkinek,  akivel  csak találkozott,  a  hit  által  való  üdvösségről  beszélt,  de  azt  még  mindig nem  tudta  felfogni, hogy  a  megtérés  azonnal megtörténhet-e.  Kutatni kezdte  az  Apostolok  Cselekedeteiről  írt  könyvet,  remélve,  hogy  ott talál  olyan  eseteket  leírva,  amelyek  reá  is  vonatkozhatnak,  és  nagy meglepetéssel  állapította  meg,  hogy  minden  megtérőnek  azonos  utat kell  végigjárnia.
Ezután következett 1738. május 24-i „Aldersgate-élménye” egy morva találkozón a londoni Aldersgate Streeten, amelyen Luther Márton Római levélhez írt előszavát hallgatta. Ez forradalmasította szolgálata jellegét és módszerét.

### Aldersgate után
Kis   csoportot  formáltak  és  hetenként  összejöttek,  hogy  egymást  erősítsék,  neveljék  és  hogy  imádkozzanak  egymásért  az  Úrhoz. Sok  londoni  templomban  hirdette  „a   hit  által  való  üdvösséget  a  Krisztus  vérében."  Egy  idő  múlva  hivatalosan  értesítették, hogy  nem  kap   tovább   engedélyt   a  prédikálásra.   Ezután  elutazott Herrnhutba, meglátogatta Nikolaus von Zinzendorf grófot és  a Morva Testvéreket,  akiktől  sok  segítséget  és  bátorítást  kapott. Majd  visszatért  Angliába.
Wesley élete, szolgálata, missziói gondolkodása ezután hatalmas változáson megy keresztül. A még csak 35 éves Wesley úgy tekintett életfeladatára, mint a hit általi üdvösség örömhírének hirdetésére, amit mindig meg is tett, amikor szószéket ajánlottak fel neki. Miután az Anglia Egyház gyülekezetei zárt ajtókkal várták, vallási társaságokba ment, és megpróbált új spirituális erőt juttatni a társaságokba, részben a morvákhoz hasonló „zenekarok” bevezetésével.

### A Wesley-féle ébredés

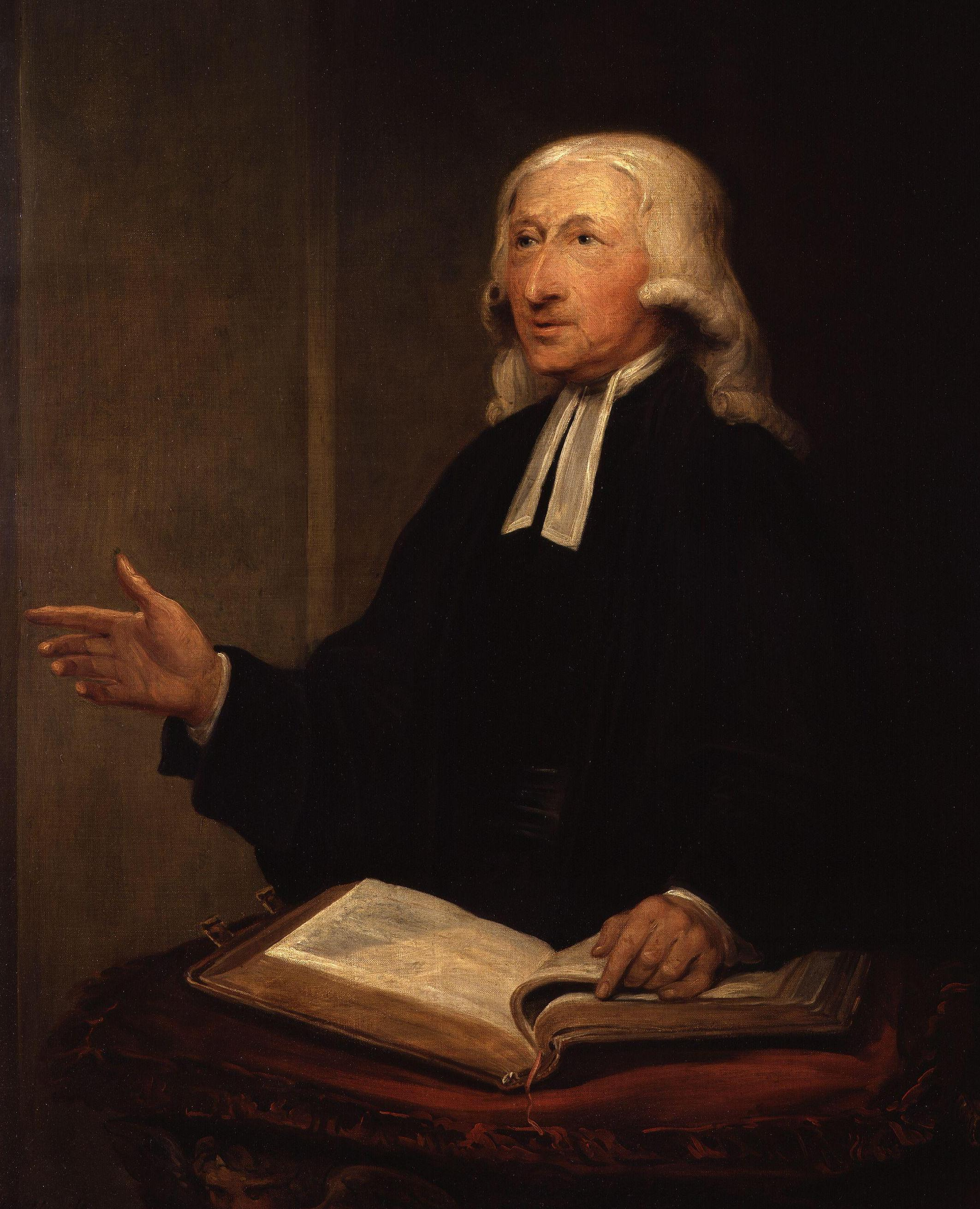
Wesley teológiai küldetésének legtömörebb megfogalmazása: "Biblikus szentséget terjeszteni az országban!"

Barátai  azt  tanácsolták,  hogy  olyan módon,  ahogyan  Amerikában  szolgált,  amikor  az  indiánokhoz  vitte  az  evangéliumot,  cselekedjen  itt  is  hasonlóan,  keresse   föl  a bányászokat,  menjen  Kingswoodba  (Bristol  mellett)  és  ott  prédikáljon. Itt a szabad ég alatt prédikált az összegyűlt bányásztársaságnak. Erről  így  írt:  
„Amikor  láttam,  hogy  a  szószékek  bezárultak  előttem,  és  ugyanakkor  azt  is  láttam,  hogy  a  szegény bányászok  tudatlanságban  pusztulnak  el,  elmentem  hozzájuk  és  egy dombról,  ahová  vagy  200  bányász  összegyülekezett,  beszéltem  hozzájuk.  Legyen áldott  Isten,  hogy  a  jég  megtört,  és  én  megkezdtem  a szellemi  hadjáratot.   Hittem,  hogy  az  Urat  szolgálom,  akinek a hegy volt  a  szószéke  és  az  egek  a  hangvisszaverő  mennyezete,  és  amikor  a zsidók  az  evangéliumot  elvetették,  elküldte  szolgáit  az  országutakra és  a  kerítések  mellé." 
Az 1730-as évek végén széles körű ébredés kezdődött el Angliában, főként John Wesley, fivére, Charles és George Whitefield vezetésével, akik mindannyian az anglikán egyház papjai voltak. Eszközök lettek abban, hogy sokan elforduljanak bűneiktől, és Isten kegyelmével felruházva az Ő szolgálatába álljanak. A mozgalom jellemzői a laikus igehirdetők, bizonyságtételek, fegyelem és buzgó tanítványok csoportjai voltak. Ezek a csoportok „társaságok”, „osztályok” és „kis csoportok” néven váltak ismertté. Egy olyan lelki megújulási mozgalom volt ez, amelynek előfutárai között szerepelt a Philipp Jacob Spener nevével fémjelzett német pietista mozgalom, a 17. századi angol puritanizmus és a Jonathan Edwards pásztor-teológus által leírt új-angliai lelki ébredés.
Az ébredés kezdeti időszakában furcsa jelenségek mutatkoztak az összejöveteleken: a hallgatók görcsös vonaglásban  a  földre  zuhantak, időnként a félelem, vagy bűnbánat agóniájában felkiáltottak, néha még vad és durva szavak is kitörtek belőlük, mielőtt megszabadultak a gonosz hatalmától. Néha lázongó csőcselék támadta meg a prédikátorokat és azokat, akik Krisztusról tettek bizonyságot. Sok fájdalmat okoztak egyesek testi épségében és vagyonában, de a hitvallók bátran viselték el ezt a megaláztatást, és ilyen magatartással szemben ellenségeik teljesen  tehetetlenek voltak.
Wesley, Whitefield és mások utazásai nagy jelentőségűek voltak. Szinte állandóan úton voltak, többnyire lóháton, fáradhatatlanul járták az országot, nem törődve esővel, széllel, viharral. A legnagyobb ébredést Whitefield igehirdetése Skóciában és Írországban indította el. Ő gyakran átkelt az óceánon, és meglátogatta Új-Angliát, ahol a történetírók alapján hasonló erővel nyilatkozott meg a Szent Szellem. Itt is halt meg prédikálás közben 1770-ben. Wesley fáradhatatlanul tovább folytatta a munkát, és 87 éves koráig (1790) szolgálatban volt, ahogy ő maga írta „a nagy korral járó különféle gyengeségeket" elviselve. Testvére, Charles, bár nem mérhető össze bátyjával, mint igehirdető, mindenben együtt munkálkodott vele. Legmaradandóbb alkotása a sok hívő ének, amelyet szerzett. Legalább hatezer ezeknek a száma. Amikor a Wesley-testvérek látták, hogy a legtöbb ember inkább ezekből az énekekből veszi a teológiáját, mint a Szentírásból, ezután már szándékosan beleszőtték azokba a Biblia legfőbb mondanivalóját.
Wesley  és  Whitefield,  mind a ketten egyforma  erővel  és   meggyőződéssel  hirdették  a   hit  által való megigazulást, ennek   hatására sok bűnös elindult a megtérés útján. 
Wesley és Whitefield igehirdetésük stílusában különböztek egymástól, de minthogy azonos igazságot hirdettek, az eredmények is azonosak voltak. Whitefield igehirdetését ékesszólás és szenvedélyesség jellemezték, olyan volt hogy a hallgatók szinte látták az elmondott jeleneteket. Néha, amikor a lelkeket vergődésükben látta, könnyezve fejezte ki velük együttérzését. Wesley igehirdetése világos és logikus volt, jellegében inkább fejtegető, de hallgatói figyelmét így is lekötötte, sőt még a kevésbé művelt tömeget is magával ragadta.
Wesley „Társaságai" sohasem vallották magukat hivő közösségeknek, inkább csak keresőknek. Közösségük kísérleti jellegű volt és nem hitelvi alapokra épült. Az eljövendő harag elől való menekülés és a szabadulás vágya voltak a felvétel feltételei. A tagok bármilyen istentiszteletet látogathattak, különböző kérdésekben megtarthatták saját véleményüket, de azokról nem vitatkozhattak, nem bonyolódhattak szócsatába. 1740-ben azért zártak ki  egy tagot, mert a kiválasztás és a kárhozat kérdéseiről mindenáron vitatkozni akart.

#### Teológiai háttér
A nagy ébredés Wesley-féle szakaszának három főbb teológiai ismertetőjele volt: 
- újjászületés kegyelemből, hit által;
- keresztyén tökéletesség vagy megszentelődés, szintén kegyelemből, hit által;
- és a Szentlélek bizonysága az elnyert kegyelem bizonyosságáról.

Az általa képviselt teológiai látásmódban külön hangsúlyt fektetett a teljes megszentelődésre, mely Isten kegyelméből még ebben az életben lehetséges. Az angol metodizmus korai missziós tevékenysége során világszerte elkezdte terjeszteni a fenti teológiai tételeket.

### Szakítás a Morva Testvérekkel
Bár kezdetben a Morva Testvérek  sokat  segítették szellemi  fejlődésében, később néhány   kérdésben   fokozatosan  eltávolodott  tőlük. A metodista  mozgalom  és  a  Morva  Testvérek  közötti történelmi   kapcsolat a mozgalomnak   olyan   jelleget   kölcsönzött, amelyet  Wesley  misztikusnak,  kvietistának  tekintett,  és  amely  nem felelt meg  gyakorlatias  és  kissé  rámenős  természetének.
A   közös  nagy  gyülekezet a londoni Fetter Lane-ben, ahol a  Morva Testvérek  és  a  metodisták kezdetben  együtt  voltak, szétvált,  a  Morva Testvérek  ott  maradtak,  a  metodisták  pedig  a Foundry nevű helyre költöztek.

### Szakítás Whitefielddel
Wesley és Whitefield között már korábban   jelentkezett eltérés hitelvi kérdésekben.
Whitefield a kálvinista nézetek felé hajlott; első amerikai körútján ilyen nézeteket tett magáévá. Ellenezte Wesley arminiánista pártfogását. Amikor 1739-ben Wesley prédikációt tartott, istenkáromlásként támadta a predesztináció kálvinista felfogását. Whitefield miután Amerikából visszatért, arra kérte, hogy ne ismételje meg a prédikációt és ne tegye közzé, mivel nem akart vitát. Wesley azonban közzétette a prédikációját. Így a két igehirdető uta 1741-ben eltávolodott egymástól.
Whitefield  irányzata Wales tartományban terjedt,  míg  a Wesley-féle Metodista Társaságok  Angliában  voltak  erősebbek.
A  felfogásbeli  különbségek  nem  idegenítették  el  Wesleyt  és  Whitefieldet  egymástól, hamarosan újra baráti viszonyba kerültek, és barátságuk töretlen maradt, de különböző utakon jártak.

### A Konferencia és a metodista mozgalom
A metodizmus az anglikanizmuson belüli ébredési mozgalomként jött létre.
Wesley   időnként  megtisztította  a  „társaságokat"  azoktól,  akiket méltatlannak  ítélt  a  tagságra.  Amíg  élt,  a  szervezetet  ő  irányította.
A vallási társaságok megalakításának részeként létrehozta a laikus prédikátorok rendszerét.
A prédikátorok és a prédikátorházak számának növekedésével a tanítási és adminisztratív kérdések megvitatására volt szükség; így John és Charles Wesley, valamint más prédikátorok 1744-ben Londonban tanácskozásra gyűltek össze. Ez volt az első metodista konferencia; ezt követően a Konferencia (Wesley elnökével) a metodista mozgalom vezető testületévé vált. 1751-re a prédikátori rendszer a Brit-szigetekre terjedt ki, a Konferencia pedig 1784-ben öltött intézményes formát, amikor John aláírta a nyilatkozatot.
A  „Konferencia",  amelyet  azért  hozott  létre,  hogy  halála  után  átvegye  az  ellenőrzés  munkáját,  teljesen  papi testület  volt.  Az  a  törekvése,  hogy  a mozgalmat  az anglikán  egyház keretei  között  tartsa, eredménytelen  maradt,  részben  azért,  mert  az  anglikán  egyház  nem is  ismerte el  a  mozgalmat  és  rendszeresen   harcolt  ellene,   részben pedig  azért,  mert  az  új  életet  és  felszabadult  energiákat  nem  lehetett a  régi  merev  keretekbe  beszorítani;  eljött  az  idő,  amikor  az  elszakadás elkerülhetetlenné  vált. 
A    „Konferencia"  intézménye  nem  tudta  a  metodista  társaságokat  összefogni,  és  mint  papi  testület  féltékeny  volt  kiváltságaira  és ellenezte  a  laikusok  részvételét  az  új  Metodista  Társulás  létrehozásában.  Fő  törekvésük az volt, hogy  a  szabadtéri igehirdetést irányítsák és kizárják  azokat,  akik  engedély  nélkül tartottak  szabadtéri összejöveteleket.  Ez  viszont  egy  igen  buzgó  és  tevékeny  testület:  a „primitív (egyszerű) metodisták"  mozgalmát indította  el. Ők az egyesült királysági metodizmus fő ága lettek.
A  „Konferencia" a  későbbi  harcok  és  összeütközések  folyamán  elfogadta  a  korábban kifogásolt  újításokat.
Wesley 1747-ben utazott először Írországba, majd később még többször is. Elutasította a katolikus egyházat, és azon munkálkodott, hogy Írország népét a metodista tanításokra térítse.
A mozgalom az erőteljes misszionáriusi munkának köszönhetően terjedt a Brit Birodalomban, az Egyesült Államokban és azon túl is.
Bár John és testvére, Charles azt akarta, hogy a metodista mozgalom az anglikán egyházon belül maradjon, a kettő végül külön felekezetre vált szét. 1784-re gyakorlatilag szakított az anglikán egyházzal, amikor felszentelte Thomas Coke-ot az amerikai munka érdekében. Ugyanebben az évben a metodisták Angliában jogi bejegyzésre is kerültek (People called Methodists). Az önálló egyházzá szerveződésre, az Angol Metodista Egyház megalakulására azonban csak Wesley halála után kerül sor.
A halálakor, 1791-ben Nagy-Britanniában a metodizmusnak 294 prédikátora és mintegy 71 ezer fő híve volt, az amerikai metodizmus is több tízezer fős közösséget jelentett. De az első amerikaiak, akiket „metodistának” hívtak, Whitefield követői voltak.
A halála után létrejött az angliai metodista egyház, majd más országokban is sorra alakultak egyházak: az Egyesült Államokban még Wesley életében, 1784 karácsonyán alakult meg az első önálló metodista felekezet, a püspöki rendszerű Püspöki (Episzkopális) Metodista Egyház.
Whitefield és Howell Harris követőiből létrejött a kálvinista metodizmus, a Walesi Presbiteriánus Egyház.

## Magánélete
Wesley sokat utazott, általában lóháton, és naponta kétszer-háromszor prédikált. Stephen Tomkins azt írja, hogy [Wesley] az életében 400 ezer km-t lovagolt és több mint 40 ezer prédikációt tartott.
Vegetáriánus étrendet folytatott, és későbbi életében egészségi okokból tartózkodott a bortól is. Ezt írta: "hála Istennek, amióta lemondtam a húsételekről és a borról, megszabadultam minden testi betegségtől." A The Use of Money című híres prédikációjában és egy alkoholistának írt levelében figyelmeztetett az alkoholfogyasztás veszélyeire.  Ezek az alkoholfogyasztás elleni kijelentések azonban nagyrészt a "tömény és szeszes italokra" vonatkoztak, nem pedig az alacsony alkoholtartalmú sörre, amelyet a korában gyakran biztonságosabb volt inni, mint az akkori szennyezett vizet.
Bár Wesley inkább a cölibátust részesítette előnyben, mint a házastársi köteléket, 1751-ben, 48 évesen feleségül vett egy özvegyet, Mary Vazeille-t, akit "jómódú özvegyként és négy gyermek anyjának" ismertek. Nekik nem lett gyermekük. 
Wesley állandó utazásai miatt a felesége, – Molly, ahogy ismerték, – elhanyagoltnak érezte magát. Féltékeny lett férjére, mivel gyakran távol volt. Gyanakodni is kezdett a sok baráti kapcsolata miatt, amelyet a metodista mozgalomban részt vevő nőkkel is fenntartott. Wesley a maga részéről keveset tett a felesége félelmeinek leküzdésére. Ezért Molly 1758-ra elhagyta őt.

## Teológia
A metodista hitvallás az anglikán egyház hitcikkelyein alapul, a protestantizmus teológiai örökségének folytatója. John Wesley a 39 anglikán hitcikkelyt szűkítette le 25-re, ami a metodista közösségek hitvallása lett. Az anglikán hitvalláshoz hasonlóan a metodista tanításnak is részét képezik az ún. tanprédikációk, amelyek egyes hitbeli kérdéseket igehirdetésként fejtenek ki. Az 53 metodista tanprédikációt John Wesley válogatta össze, egy kivételével a saját igehirdetéseiből. A metodista teológia hangsúlyai: megtérés, megszentelődés, szociáldiakónia, ökumenikus gondolkodás. Kulcsmondatok: "Biblikus szentséget terjeszteni az országban.", "Szeretet által munkálkodó hit."

## Magyarországi vonatkozások

### Fordítások
- Wesley János naplója. Kivonatos fordítás; ford., bev., jegyz. Czakó Jenő; s.n., Cegléd, 1944
- Az Isten országába vezető út; Sylvester Ny., Bp., 1948
- A tűzből kikapott üszök (Magyarországi Metodista Egyház, 1981)
- Parókiám az egész világ. Wesley János naplója. Kivonatos fordítás; ford., bev., jegyz. Czakó Jenő; Magyarországi Metodista Egyház, Pécs, 1991
- Prédikációk I. (Bp., Názáreti Egyház Alapítvány, 2001)
- Prédikációk II. (Bp., Názáreti Egyház Alapítvány, 2002)
- Prédikációk III. (Bp., Názáreti Egyház Alapítvány, 2007)
- Az Úr a mi igazságunk. Wesley János 53 igehirdetése; szöveggond., szerk. Iványi Tiborné, ford. Czövek Sára; Wesley János Lelkészképző Főiskola, Bp., 2003
- Óvás a vakbuzgóságtól. Igehirdetések. Oktatási segédlet; ford. Czövek Sára; Wesley, Bp., 2003 (WJLF-Gyakorlati theológiai Tanszéki Kiadványok)
- A keresztyén tökéletesség világos leírása. Ahogy azt John Wesley tiszteletes hitte és tanította 1725-től 1777-ig; ford. Hargitai Róbert; Názáreti Egyház Alapítvány, Bp., 2013
- A szeretet mindenekfelett. John Wesley breviárium; ford. Kurdi Bogdán, Charles Wesley énekei műford. Huszár Anna, Szuhánszki Laura; MME–KIA, Bp., 2016
- Ami igazán számít; ford. Jenei Grethe Enikő, Makaji Máté; Magyarországi Metodista Egyház, Bp., 2019

### Wesley nevű intézmények
Wesley nevét viselő, szellemiségét megjelenítő oktatási intézmények: http://www.wesley.hu
Wesley nevét viselő, szellemiségét megjelenítő vallásszociológiai ill egyházszociológiai kutatóintézet: https://web.archive.org/web/20090822164333/http://www.wesley.extra.hu/